# La Faute du notaire
Pour plus de détails, voir Fiche technique et Distribution.
La Faute du notaire est un film muet français réalisé par Georges Denola, sorti en 1910.

## Fiche technique
- Titre : La Faute du notaire
- Réalisation : Georges Denola
- Scénario : Mistinguett
- Photographie :
- Montage :
- Producteur :
- Société de production : Société cinématographique des auteurs et gens de lettres (S.C.A.G.L)
- Société de distribution :  Pathé Frères
- Pays d'origine :  France
- Langue : film muet avec les intertitres en français
- Format : Noir et blanc — 35 mm — 1,33:1 — Muet
- Genre : Comédie
- Métrage : 290 mètres
- Durée : 7 minutes
- Dates de sortie :
  -  France : 30 septembre 1910

## Distribution
- Émile Mylo : le notaire
- Mistinguett : Mina
- Gabrielle Lange : la femme du notaire
- Louis Blanche : Henri
- Andrée Marly : Mabel, la fille du notaire
- Paul Fromet
- Paulette Lorsy
- André Hall
- Fernand Tauffenberger
- Anatole Bahier
- Antony
- Elynett
- Caillet
- Martha